# Turism
Turismul este călătoria realizată în scopul recreării, odihnei sau pentru afaceri. Organizația Mondială a Turismului ( O.M.T. ) definește turiștii ca fiind persoanele ce „călătoresc sau locuiesc în locuri din afara zonei lor de reședință permanentă pentru o durată de minimum douăzeci și patru (24) de ore, dar nu mai lungă de un an consecutiv, în scop de recreere, afaceri sau altele nelegate de exercitarea unei activități remunerate în localitatea vizatată.” Turismul a devenit o activitate de recreere globală populară. Turismul este ramura economică cea mai puternică pe plan mondial. În 2004 s-au obținut în acest sector, conform Organizației Mondiale a Turismului, circa 623 miliarde de U.S. $. În 2008, s-au consemnat peste 922 milioane de sosiri la nivel internațional, cu o creștere de 1,9% față de anul 2007. Încasările internaționale din turism au crescut în 2008 la 944 miliarde US$ (642 miliarde euro), ceea ce corespunde la o creștere în termeni reali de 1,8%. Cu aproximativ 100 milioane de angajați la nivel mondial, turismul se evidențiază și ca cel mai important angajator. Călătoriile transfrontaliere se ridică la un procent de 25 până la 30 din comerțul mondial în domeniul serviciilor.
Ca rezultat al recesiunii ce a afectat economia mondială după anul 2000, cererea turistică internațională a suferit o puternică încetinire începând cu iunie 2008, ce s-a manifestat printr-o scădere a creșterii sosirilor pe plan mondial cu 2% în timpul lunilor de vară boreală. Acest trend negativ s-a intensificat în anul 2009, în unele țări exagerat de mult datorită virusului H1N1, și a dus la un declin mondial de 4% în 2009 cu 880 milioane de sosiri la nivel internațional, și o cădere estimată a încasărilor din turism de 6%.
Turismul este vital pentru foarte multe țări, cum ar fi Egipt, Grecia, Liban, Spania și Tailanda, și pentru unele națiuni-insule (Bahamas, Fiji, Maldive) datorită aportului financiar consistent obținut din afacerile cu bunuri și servicii și oportunităților de angajare în industria serviciilor asociată turismului. Industria serviciilor include serviciile de transport (transportul aerian, croazierele, taxiurile) și serviciile de ospitabilitate (cazarea, inclusiv hotelurile și stațiunile, veniturile din divertisment, cum ar fi parcurile, cazinourile, mall-urile, veniturile din muzică și teatrele).

## Definiție
Theobald (1994) sugera că din punct de vedere etimologic, cuvântul „tur” derivă din limba latină (turnare) și din limba greacă (tornos), cu sensul de cerc – mișcarea în jurul unui punct central sau o axă. Preluat în limba engleză cuvântul tour a căpătat semnificația acțiunii de a se mișca în cerc. În consecință, un tur/tour reprezintă o călătorie dus-întors și cel care întreprinde o astfel de călătorie poartă numele de turist/tourist. 
După alte opinii, turismul reprezintă "arta de a călători de plăcere " (Bran, F. ,1997) . Aceeași autoare consideră turismul drept  ''activitatea din timpul liber care constă în a voiaja sau locui departe de locul de reședință, pentru distracție, odihnă, îmbogățirea experienței și a culturii datorită cunoașterii unor noi aspecte umane și a unor peisaje necunoscute''. 

## Statistici și clasificări în turismul internațional

### Cele mai vizitate țări
În 2008, au fost peste 922 milioane de sosiri în turismul internațional, cu o creștere de 1.9% în comparație cu anul 2007.
În 2009, sosirile de turiști internaționali au scăzut la 880 milioane, ceea ce a însemnat un declin de 4% pe plan mondial față de anul 2008.
Cea mai afectată regiune a fost Europa cu un declin de 6%.
Din cei 880 milioane de turiști străini, mai mult de jumătate dintre aceștia au vizitat Europa, 20,6% regiunea Asia-Pacific, 15,9% cele două Americi, în timp ce Orientul Mijlociu și Africa au atras 6%, respectiv 5,2% dintre turiștii străini.
În anul 2004, numărul de turiști care-și petreceau vacanțele în străinatate era estimat la peste 600 de milioane pe an.
Organizația Mondială a Turismului raportează următoarele zece țări ca fiind cele mai vizitate pe plan internațional din 2006 până în 2009. Comparativ cu anul 2006, Ucraina a intrat în topul celor zece, surclasând Rusia, Austria și Mexic, și în 2008 Germania. În 2008, U.S.A au înlăturat Spania de pe cel de-al doilea loc. În continuare, însă, cele mai vizitate țări se află pe continentul european.
În 2009, Malaezia s-a clasat între cele mai vizitate zece țări. Malaezia și-a asigurat a noua poziție, imediat după Turcia și Germania. În 2008 Malaezia fusese pe locul 11. Atât Turcia cât și Germania au urcat în topul sosirilor, ocupând locurile 7, respectiv 8, în timp ce Franța a continuat să conducă în ceea ce privește sosirile de turiști străini.
| Nr. Crt. | Țara                       | Piața regională | Sosiri de turiști străini (2009) | Sosiri de turiști străini (2008) | Sosiri de turiști străini (2007) | Sosiri de turiști străini (2006) |
| -------- | -------------------------- | --------------- | -------------------------------- | -------------------------------- | -------------------------------- | -------------------------------- |
| 1.       | Franța                     | Europa          | 74.2 mil.                        | 79.2 mil.                        | 80.9 mil                         | 77.9 mil.                        |
| 2.       | Statele Unite ale Americii | America de Nord | 54.9 mil.                        | 57.9 mil.                        | 56.0 mil.                        | 51.0 mil.                        |
| 3.       | Spania                     | Europa          | 52.2 mil.                        | 57.2 mil.                        | 58.7 mil.                        | 58.0 mil.                        |
| 4.       | China                      | Asia            | 50.9 mil.                        | 53.0 mil.                        | 54.7 mil.                        | 49.9 mil.                        |
| 5.       | Italia                     | Europa          | 43.2 mil.                        | 42.7 mil.                        | 43.7 mil.                        | 41.1 mil.                        |
| 6.       | Marea Britanie             | Europa          | 28.0 mil.                        | 30.1 mil.                        | 30.9 mil.                        | 30.7 mil.                        |
| 7.       | Turcia                     | Europa          | 25.5 mil.                        | 25.0 mil.                        | 22.2 mil.                        | 18.9 mil.                        |
| 8.       | Germania                   | Europa          | 24.2 mil.                        | 24.9 mil.                        | 24.4 mil.                        | 23.6 mil.                        |
| 9.       | Malaezia                   | Asia            | 23.6 mil.                        | 22.1 mil.                        | 21.0 mil.                        | 17.5 mil.                        |
| 10.      | Mexic                      | America de Nord | 21.5 mil.                        | 22.6 mil.                        | 21.4 mil.                        | 21.4 mil.                        |

### Încasările din turismul internațional
Încasările din turismul internațional au crescut de la 944 bil. US $ (642 €) în 2008, corespunzător unei creșteri în termeni reali de 1.8% față de 2007. Când valoarea exportului din încasările provenite din transportul internațional de persoane este luată în considerare, încasările totale pe anul 2008 ating recordul de 1.1 trilioane US $, sau peste 3 bilioane US $ pe zi.
Organizația Mondială a Turismului raportează următoarele zece țări ca fiind primele clasate în ceea ce privește câștigurile provenite din turism în anul 2009. Este important de remarcat faptul că majoritatea se află pe continentul european, dar și faptul că Statele Unite ale Americii continuă să se claseze pe primele locuri.
| Nr. Crt. | Țara                       | Piața regională | Încasări din turismul internațional pe 2009 | Încasări din turismul internațional pe 2008 | Încasări din turismul internațional pe 2007 | Încasări din turismul internațional pe 2006 |
| -------- | -------------------------- | --------------- | ------------------------------------------- | ------------------------------------------- | ------------------------------------------- | ------------------------------------------- |
| 1.       | Statele Unite ale Americii | America de Nord | 94.2 bil $                                  | 110.1 bil. $                                | 97.1 bil. $                                 | 85.8 bil. $                                 |
| 2.       | Spania                     | Europa          | 53.2 bil. $                                 | 61.6 bil. $                                 | 57.6 bil. $                                 | 51.1 bil. $                                 |
| 3.       | Franța                     | Europa          | 48.7 bil. $                                 | 55.6 bil. $                                 | 54.3 bil. $                                 | 46.3 bil. $                                 |
| 4.       | Italia                     | Europa          | 40.2 bil. $                                 | 45.7 bil. $                                 | 42.7 bil. $                                 | 38.1 bil. $                                 |
| 5.       | China                      | Asia            | 39.7 bil. $                                 | 40.8 bil. $                                 | 37.2 bil. $                                 | 33.9 bil. $                                 |
| 6.       | Germania                   | Europa          | 34.7 bil. $                                 | 40.0 bil. $                                 | 36.0 bil. $                                 | 32.8 bil. $                                 |
| 7.       | Marea Britanie             | Europa          | 30.1 bil. $                                 | 36.0 bil. $                                 | 38.6 bil. $                                 | 34.6 bil. $                                 |
| 8.       | Australia                  | Oceania         | 25.6 bil. $                                 | 24.8 bil. $                                 | 22.3 bil. $                                 | 17.8 bil. $                                 |
| 9.       | Turcia                     | Europa          | 21.3 bil. $                                 | 22.0 bil. $                                 | 18.5 bil. $                                 | 16.9 bil. $                                 |
| 10.      | Austria                    | Europa          | -                                           | 21.8 bil. $                                 | 18.9 bil. $                                 | 16.6 bil. $                                 |

### Cheltuieli în turismul internațional
Organizația Mondială a Turismului raportează faptul că următoarele 10 țări sunt primele clasate în topul țărilor emițătoare de turiști în anul 2009. Pentru cea de-a cincea oară la rând turiștii germani ocupă locul întâi în cadrul acestei clasificări.
| Nr. Crt. | Țara                       | Piața regională | Cheltuieli pentru turismul extern pe 2009, | Cheltuieli pentru turismul extern pe 2008 | Cheltuieli pentru turismul extern pe 2007 | Cheltuieli pentru turismul extern pe 2006 |
| -------- | -------------------------- | --------------- | ------------------------------------------ | ----------------------------------------- | ----------------------------------------- | ----------------------------------------- |
| Exemplu  | Exemplu                    | Exemplu         | Exemplu                                    | Exemplu                                   | Exemplu                                   | Exemplu                                   |
| 1.       | Germania                   | Europa          | 80.8 bil. $                                | 91.0 bil. $                               | 83.1 bil. $                               | 73.9 bil. $                               |
| 2.       | Statele Unite ale Americii | America de Nord | 73.1 bil. $                                | 79.7 bil. $                               | 76.4 bil. $                               | 72.1 bil. $                               |
| 3.       | Marea Britanie             | Europa          | 48.5 bil. $                                | 68.5 bil. $                               | 71.4 bil. $                               | 63.1 bil. $                               |
| 4.       | China                      | Asia            | 43.7 bil. $                                | 36.2 bil. $                               | 29.8 bil. $                               | 24.3 bil. $                               |
| 5.       | Franța                     | Europa          | 38.9 bil. $                                | 43.1 bil. $                               | 36.7 bil. $                               | 31.2 bil. $                               |
| 6.       | Italia                     | Europa          | 27.8 bil. $                                | 30.8 bil. $                               | 27.3 bil. $                               | 23.1 bil. $                               |
| 7.       | Japonia                    | Asia            | 25.1 bil. $                                | 27.9 bil. $                               | 26.5 bil. $                               | 26.9 bil. $                               |
| 8.       | Canada                     | America de Nord | 24.3 bil. $                                | 26.9 bil. $                               | 24.7 bil. $                               | 20.6 bil. $                               |
| 9.       | Rusia                      | Europa          | 20.8 bil. $                                | 23.8 bil. $                               | 21.2 bil. $                               | 18.1 bil. $                               |
| 10.      | Olanda                     | Europa          | 20.7 bil. $                                | 21.7 bil. $                               | 19.1 bil. $                               | 17.0 bil. $                               |

### Cele mai vizitate orașe
| ORAȘUL          | ȚARA                  | VIZITATORI INTERNAȚIONALI (milioane) | ANUL |
| --------------- | --------------------- | ------------------------------------ | ---- |
| 1. Paris        | Franța                | 14.8                                 | 2009 |
| 2. Londra       | Marea Britanie        | 14.1                                 | 2009 |
| 3. Bangkok      | Tailanda              | 10.21                                | 2009 |
| 4. Singapore    | Singapore             | 9.7                                  | 2009 |
| 5. Kuala Lumpur | Malaezia              | 8.94                                 | 2008 |
| 6. New York     | Statele Unite         | 8.7                                  | 2009 |
| 7. Dubai        | Emiratele Arabe Unite | 7.58                                 | 2008 |
| 8. Istanbul     | Turcia                | 7.51                                 | 2009 |
| 9. Hong Kong    | Hong Kong             | 7.01                                 | 2009 |
| 10. Shanghai    | China                 | 6.7                                  | 2007 |

## Istoric
Mai întâi au existat motivații practice (locuri bogate în vânat sau adecvate agriculturii, ținuturi aflate în imediata apropiere a apelor sau catastrofe naturale) ce i-au determinat pe oameni să se deplaseze, dar acestea s-au schimbat odată cu intervenția sedentarismului în viața oamenilor. În Egiptul Antic și în alte culturi vechi de pe toate continentele existau, deja, pelerinaje la templele divinităților (ex: pelerinajul musulmanilor la Mekka/Mecca numit Hadsch sau întâlnirea hindușilor pentru baia rituală în Gange). Alte motive de a călători au fost comerțul extern și menținerea relațiilor politice și economice cu coloniile sau cu alte ținuturi dependente. Încă din vremea romanilor existau localități celebre, renumite stațiuni pentru cei bogați (Baiae). Romanii bogați posedau proprietăți în provincii, pe care din timp în timp le vizitau. Nordicii călătoreau în Groenlanda și America, Arabii pe tot cuprinsul Oceanului Indian. Nu rareori, pe atunci, călătoriile erau percepute ca agresiuni de către localnici.
Europa și-a revenit lent după invazia barbarilor (motivul „călătoriei”: condiții mai bune de viață) din declinul politic și economic (în timp ce stabilitatea prevala în China și Japonia). Curând se dezvoltă în Europa un bogat turism religios. De-a lungul rutelor de pelerinaj și în localitățile favorizate de poziția lor geografică pe aceste trasee (porturi, intersecții de drumuri comerciale) s-au înființat pe toate continentele centre comerciale, care i-au readus pe comercianți.
Cuvântul turism/tourism este utilizat începând din anul 1811 iar cel de turist/tourist este atestat din 1840. În anul 1936, Liga Națiunilor a definit turistul străin ca fiind „cineva care călătorește în străinătate pentru o perioadă de timp mai lungă de 24 de ore.” Succesoarea acesteia Națiunile Unite, a completat această definiție specificând durata maximă de 6 luni.

### Turismul pentru relaxare și odihnă
Turismul de recreere a fost asociat cu Revoluția Industrială din Marea Britanie – prima țară din Europa care a promovat turismul de recreere și odihnă pentru lucrătorii din industrie al cărui număr era în creștere în acea perioadă. Inițial, acesta era destinat deținătorilor de mijloace de producție, oligarhiei economice, comercianților și proprietarilor de fabrici. Aceștia reprezentau noua clasă de mijloc. Cox&Kings a fost prima companie turistică oficială înființată în 1758.
Originea britanică a acestei noi industrii este reflectată și de denumirile utilizate. În Nice, Franța, una dintre primele stațiuni de pe riviera franceză ce s-a impus de-a lungul timpului, promenada poartă și astăzi numele de „Promenada Englezilor”, iar în multe alte stațiuni istorice din Europa continentală, hoteluri vechi, de rezonanță, sunt denumite Bristol/Carlton/Majestic, ceea ce reflectă dominanța de început a clienților englezi.
Mulți dintre turiștii atrași de turismul de odihnă călătoreau la tropice, atât în perioada de iarnă cât și în cea de vară. Locurile cele mai vizitate erau : Mexic, Bali în Indonezia, Brazilia, Cuba, Republica Dominicană, Malaezia, insulele din Polinezia, Queensland din Australia, Tailanda, Florida și Hawaii din Statele Unite ale Americii.

### Turismul de iarnă
Stațiunile turistice de schi cele mai renumite se află în țări din Europa (Austria, Bulgaria, Elveția, Franța, Germania, Islanda, Italia, Norvegia, Polonia, Republica Cehă, România, Suedia, Slovacia, Spania), Statele Unite ale Americii, Noua Zeelandă, Japonia, Coreea de Sud, Chile și Argentina.

### Turismul de masă
Turismul de masă s-a dezvoltat datorită progreselor tehnologice, permițând transportul unui număr mare de persoane într-un timp scurt către locuri de interes turistic, astfel încât din ce în ce mai mulți oameni s-au putut bucura de petrecerea timpului liber în respectivele localități sau stațiuni.
În Statele Unite ale Americii, primele stațiuni litorale în stil european au fost amenajate în Atlantic City, New Jersey și Long Island, New York.
În Europa continentală, printre primele stațiuni s-au numărat: Ostend, devenită populară datorită locuitorilor orașului Bruxelles ; Boulogne-sur-Mer (Pas-de-Calais) and Deauville (Calvados) pentru parizieni; și Heiligendamm, fondată în 1793, ca primă stațiune de litoral pe malul Mării Baltice.

### Turismul de nișă
Turismul adjectival se referă la numeroasele forme de turism de nișă sau de specialitate care s-au afirmat de-a lungul anilor, fiecare definită fiind de propriul său adjectiv. Multe dintre ele s-au impus datorită industriei turistice și universităților de profil. Altele avansează concepte care pot fi sau nu acceptate de publicul larg. Exemple ale celor mai cunoscute dintre piețele turismului de nișă sunt : 
- Agroturismul
- Turismul Culinar
- Turismul Cultural
- Ecoturismul
- Turismul Extrem
- Geoturismul
- Turism patrimonial sau cultural-patrimonial
- Turismul destinat persoanelor LGBT
- Turismul Medical
- Turismul Nautic
- Turismul Pop
- Turismul Religios
- Turismul Spațial
- Turismul în zone de război
- Turismul în natură pentru cei interesați de faună și floră
- Turismul subacvatic pentru pasionații de scufundări

## Dezvoltarea turismului în decursul ultimilor ani
S-a remarcat în special în Europa o piață de lux în turismul din ultimele decenii, care se bazează pe voiaje de scurtă durată. Turiștii interesați de această formă de turism au venituri disponibile ridicate, timp de odihnă considerabil, sunt educați, și au gusturi sofisticate. Cererea se definește, astfel, prin calitatea superioară vizată, ceea ce a condus la fragmentarea pieței turismului litoral de masă, turiștii pretinzând versiuni specializate, stațiuni mai liniștite, stațiuni pentru petrecerea concediilor în familie ori hoteluri axate pe turismul de nișă.
Dezvoltarea tehnologiei și a infrastructurii de transport ( avioane cu reacție, linii de zbor low-cost și aeroporturi mult mai ușor accesibile) au făcut ca multe tipuri de turism să devină mult mai accesibile. Organizația Mondială a Sănătății estimează că peste 500.000 persoane se află în avion în fiecare moment. Au intervenit, de asemenea, modificări în stilul de viață, cum ar fi vârsta de pensionare, fapt ce susține turismul de-a lungul întregului an. Acesta este facilitat de vânzările online ale produselor turistice. Unele site-uri au început acum să ofere și pachete dinamice, când un preț inclusiv este estimat pentru un pachet personalizat solicitat de turist. 
Au existat și anumite regresiuni în turism, cum a fost cea datorată atacului di 11 septembrie și amenințărilor teroriste destinate destinațiilor turistice (Bali și mai multe orașe din Europa). De asemeni cele datorate tsunami-ului din 26 decembrie 2004 și cutremurului din 2004 din Oceanul Indian ce a afectat țările din Asia de la Oceanul Indian și Insulele Maldive. Mii de vieții s-au pierdut atunci și mulți turiști au murit, fapt ce a condus la stoparea sau restricționarea turismului în respectivele zone.
Termenii de turism și călătorie sunt uneori folosiți ca sinonime. În acest context, călătoria poate fi definită ca și turismul, dar se diferențiază prin faptul că se referă la o anumită destinație sau un scop bine definit. Termenul de turism sau turist sunt folosiți uneori cu sens peiorativ, implicând interesul superficial pentru cultura sau locurile vizitate de turiști.

### Turismul sustenabil
„Turismul sustenabil a fost conceput pentru a administra toate resursele, astfel încât necesitățile economice, sociale și estetice să fie satisfăcute, menținându-se în același timp integritatea culturală, procesele ecologice esențiale, diversitatea biologică și sistemele de susținere a vieții”(Organizația Mondială a Turismului).
Dezvoltarea sustenabilă implică „satisfacerea necesităților prezente fără a compromite abilitatea [[generațiile viitoare |generațiilor viitoareîî de a-și împlini propriile nevoi”(Comisia Mondială pentru Mediu și Dezvoltare).

### Ecoturismul
Ecoturismul, cunoscut și sub denumirea de turism ecologic, se referă la turismul în zone fragile, sălbatice, de obicei protejate care încearcă să aibă un impact minor și să se mențină la o scară redusă. Acest tip de turism este util în educarea turiștilor și în găsirea fondurilor pentru conservare, aduce avantaje economiei și politicii locale și încurajează respectul pentru alte culturi și pentru drepturile omului.

### Turismul pentru păturile sărace (pro-poor tourism)
Turismului potențial ce trebuie să ajute masele foarte sărace din țările în curs de dezvoltare i se acordă o atenție sporită de către cei implicați în dezvoltare, materializându-se atât prin proiecte mici ale comunităților locale cât și prin abordări ale Ministerelor de Turism care vizează să atragă un număr important de turiști. Cercetările efectuate de Institutul Internațional de Dezvoltare (Overseas Development Institute) au condus la concluzia că nu este o metodă bună de a-i ajuta pe cei săraci, pentru că aceștia nu beneficiază de aceste sume decât în proporție de 25%, sau în unele cazuri mult mai puțin. Exemple de succes, când banii au ajuns într-adevăr la cei săraci, au existat totuși : cățărarea pe munți în Tanzania sau turismul cultural din Luang, Prabang, Laos. Pentru ca turismul „pro-poor” să-și atingă scopul și ca banii să ajungă într-adevăr în buzunarele celor nevoiași, turiștii trebuie să facă efortul de a utiliza moneda locală, astfel localnicii își vor dezvolta abilitățile și contractele exclusive nu vor mai domina sectorul.

### Turismul de recesiune
Turismul de recesiune este o tendință în turism, care a evoluat ca urmare a crizei economice mondiale. Identificată de antrepenorul american Matt Landau (2007), turismul de recesiune se definește prin low-cost, experiențe de o valoare deosebită ce iau locul vacanțelor populare de altă dată. Locuri de interes deosebit pentru turismul de recesiune au cunoscut un boom în timpul recesiunii datorită atât nivelului de trai relativ scăzut și pieței mondiale a muncii în declin.

### Turismul medical
Când există o diferență de preț semnificativă între țări pentru o anumită procedură medicală mai ales în Asia de Sud-Est, India, Europa de Est și unde există regulamente diferite, referitor la proceduri medicale particulare (ex: stomatologie), turismul în vederea obținerii respectivelor avantaje bănești sau pentru a beneficia de regulamentele în cauză este adesea definit drept „turism medical”.

### Turismul educațional
Turismul educațional dezvoltat datorită creșterii popularității învățării și predării de cunoștințe care să amelioreze gradul de competență tehnică în afara sălii de clasă. În turismul educațional, principala țintă a turului sau vizitei într-o altă țară este de a studia despre cultură, sau de a munci pentru a aplica teoria învățată (Programe de Training, Programe Educaționale).

### Turismul creativ
Turismul creativ a existat ca o formă a turismului cultural încă de la începuturile turismului. Rădăcinile lui europene datează de pe timpul turului numit „Grand Tour”, când tinerii din familiile înstărite călătoreau în scopul experimentării în plan educațional. Recent, turismul creativ a fost definit de către Crispin Raymond și Greg Richards, care ca membri ai A.T.L.A.S. (Association for Tourism and Leisure Education ) au condus o serie de proiecte pentru Comisia Europeană, incluzînd turismul cultural și profesional, cunoscute sub numele de turism sustenabil. Ei au definit „turismul creativ” ca turism ce se referă la participarea activă a turiștilor în cultura comunității gazdă, prin seminare interactive și experimente de învățământ informal.
În același timp, conceptul de turism creativ a fost preluat de organizații prestigioase precum UNESCO, care prin programul Creative Cities Network, a promovat turismul creativ ca pe o experiență susținută, autentică care angajează o cunoaștere activă a trăsăturilor culturale specifice ale unei destinații turistice.
Recent, turismul creativ a câștigat popularitate ca formă a turismului cultural care implică participarea turiștilor în cultura comunității gazdă pe care o vizitează. Multe țări oferă exemple ale dezvoltării acestui tip de turism (Marea Britanie, Bahamas, Jamaica, Spania, Italia, Noua Zeelandă).

### Turismul „negru”
O zonă emergentă care captează un interes deosebit a fost identificată de către Lennon și Foley (2000) ca „turism negru”. Acest tip de turism implică vizitarea unor locuri „negre”, cum ar fi câmpuri de luptă, locuri unde s-au petrecut crime oribile sau acte de genocid ( lagăre de concentrare). Turismul negru rămâne un turism de nișă, animat de diferite motivații, cum ar fi cel de deplângere a victimelor, comemorare, curiozitate macabră sau chiar amuzament. Își are originile în bâlciurile și târgurile de altă dată.

## Previziuni
Organizația Mondială a Turismului (UNWTO) previzionează că turismul internațional va continua să se dezvolte cu un procent anual de 4%. Cu apariția e-comerțului, produsele turistice au devenit unul dintre cele mai comercializate articole de pe internet. Produsele și serviciile turistice au devenit disponibile prin mijlocirea intermediarilor, deși furnizorii de turism (hotelurile, companiile de transporturi aeriene, etc.) își pot vinde direct serviciile. Aceasta a exercitat presiune asupra intermediarilor atât din partea comercianților on-line cât și din partea celor tradiționali.
S-a sugerat faptul că există o corelație puternică între cheltuielile pe cap de locuitor din turism și gradul de implicare al respectivei țări în contextul global. Nu numai ca rezultat al contribuției economice importante la industria turistică, dar și ca indicator al gradului de încredere cu care cetățenii globali impulsionează resursele de pe glob pentru beneficiul economiilor locale. Acesta este motivul pentru care oricare estimare a evoluției în turism poate servi ca un indiciu a influenței relative pe care fiecare stat îl va exercita pe viitor.
Se preconizează că turismul spațial va demara în primul sfert al secolului al XXI-lea, deși prin comparație cu destinațiile tradiționale numărul turiștilor care vor zbura pe orbita spațială va rămâne redus, până când tehnologii moderne ca „elevatorul spațial” (space elevator) vor contribui la ieftinirea călătoriei în spațiu.
Optimizarea tehnologică va face posibilă cazarea în nave spațiale-hotel, amenajate pe aeroplane bazate pe putere solară sau sau în dirijabile de mari dimensiuni. Hoteluri subacvatice, cum este Hydropolis din Dubai, vor mai fi construite. Pe oceane, turiștii vor fi așteptați pe mari vase de croazieră sau chiar în orașe plutitoare.

### Turismul sportiv
Din anii ’70 pachetele de turism sportiv au devenit din ce în ce mai populare. Evenimente cum sunt Cupa Mondială de rugby și fotbal au dat posibilitatea agențiilor de voiaj să obțină drept de vânzare asupra unui anumit număr de bilete pe care le-au comercializat în pachete unde au fost incluse zborul, hotelul și excursia.

### Tendințe
Ca rezultat al recesiunii din anii 2000, sosirile internaționale au suferit o puternică reducere începând cu anul 2008. Creșterea din 2007 – 2008 a fost de numai 3,7% pe primele 8 luni din 2008. Piața asiatică și cea a Pacificului au fost afectate și piața din Europa a stagnat în timpul lunilor de vară boreală, în timp ce cea din America a avut rezultate mai bune deoarece prin reducerea ratei de expaniune și-a asigurat o creștere de 6% din ianuarie până în august 2008. Doar Orientul Mijlociu și-a continuat creșterea rapidă în această perioadă, atingând o creștere de 17% față de aceeași perioadă a anului 2007. Această încetinire suferită de turismul internațional s-a reflectat și la nivelul industriei de transport aerian, printr-o creștere negativă în septembrie 2008 și o creștere de 3.3% a traficului de pasageri până în septembrie. Industria hotelieră a raportat, de asemeni, o reducere, gradul de ocupare a camerelor continuând să fie în declin. Deoarece situația economică globală s-a deteriorat dramatic în timpul lunilor septembrie și octombrie ca rezultat al crizei financiare globale, era de așteptat ca trendul să continue în 2008 și 2009. Această situație s-a intensificat prin faptul că pe durata primelor 4 luni din 2009 sosirile au scăzut la 8%, unele regiuni fiind afectate și mai mult datorită influenței virusului AH1N1.

## Forme de turism
În 1941, Hunziker și Krapf au definit turismul ca „sumă a fenomenelor și relațiilor ce provin din călătoriile și șederile non-rezidenților, atâta timp cât ele nu conduc la stabilire permanentă și nu au legătură cu nici un fel de activitate remunerată.” În 1981, Asociația Științifică Internațională de Experți în Turism a definit turismul ca fiind activități particulare selectate benevol și manifestate în afara zonei de rezidență.
În anul 1994, Națiunile Unite în Recomandări privitoare la Statistica în Turism (Recommendations on Tourism Statistics) a clasificat formele de turism în funcție de mai multe criterii care influențează aspectele fenomenului turistic:
Distanța -  impune trei variante de practicare : turismul de distanță mică, turismul de distanță mare și turismul de distanță foarte mare.
- Turismul de mică distanță se limitează la deplasări scurte, cu o durată de câteva ore până la 1 – 2 zile la sfârșitul săptămânii, dar și în intervalul de câteva ora de la sfârșitul fiecărei zile, în zona periurbană, în păduri, marginile apelor, pajiștile sau poienile, în timpul verii și iarna. Turismul la distanță mică este foarte sensibil la factorii climatici, vremea frumoasă fiind o condiție esențială a desfășurării lui.

De asemenea are un caracter de masă și o eficiență economică rezultată din servicii.  
- Turismul de distanță mare cuprinde activitățile desfășurate în afara zonei periurbane sau a localității de reședință, cu mijloace de transport moderne. Presupune deplasări de sute de kilometri și o durată medie sau lungă. Predomină turismul cultural și de îngrijire a sănătății. Din punct de vedere al provenienței turiștilor este un turism mixt, intern și internațional și antrenează mase largi de persoane în fluxuri orientate spre regiuni sau obiective atractive.
- Turismul la distanță foarte mare se desfășoară la nivel continental, în interiorul unei țări cu o suprafață mare (Canada, S.U.A., Brazilia, China). Este practicat de un număr limitat de persoane, cu venituri  medii și utilizând mijloace de transport rapide sau foarte convenabile. Sunt vizitate resurse și infrastructuri turistice de marcă (Hawaii, Florida, Coasta de Azur). Eficiența acestei forme este foarte ridicată datorită prețurilor foarte mari ale serviciilor și produsului turistic în general.

Durata -  călătoriei sau sejurului are trei forme de turism:
- Turismul de scurtă durată (1 – 3 zile), specific sfârșitului de săptămâna sau unor mici intervale din concediul anual. Predomină în zona periurbană și antrenează cele mai largi grupe de populație. Prin recurgerea la mijloace moderne de transport acest turism se poate practica la distanțe mari în weekend, în mod recreativ sau cultural.
- Turismul de durată medie corespunde concediului anual,  iar deplasările se realizează la distanțe mari și foarte mari, cum ar fi croazierele.
- Turismul de durată lungă, peste 30 de zile, este specific grupelor de populație cu un timp liber extins. Predomină turismul curativ, de vizitare a rudelor și prietenilor.

Proveniența turiștilor -  se individualizează două forme de turism: intern și internațional.
- Turism intern se desfășoară în interiorul granițelor politico – administrative ale unei țări. Aceasta reprezintă marea majoritate  a turiștilor ce vizitează anual țara respectivă (85%  Anglia, 30% Franța).
- Turismul internațional (emițător sau receptor), presupune desfășurarea  activităților de turism dincolo de hotarele țării de proveniență a turiștilor. Are un rol foarte important în balanța economică a unor multor țări (Spania, Austria, Elveția).

Turismul internațional presupune o infrastructura si servicii de înalta calitate, fiind foarte sensibil la propaganda turistică și stabilitatea politică generală.
Numărul practicanților -  există turismul individual și turismul de grup.
- Turismul individual este practicat de o anumită categorie de persoane cu venituri mai mari și în posesia unui mijloc de transport propriu, ceea ce le asigură o independență totală de deplasare. Turistul se preocupă personal de organizarea și efectuarea excursiei, reducându-se confortul dar având posibilități să-și modifice traseul și opțiunile de parcurs. Se distinge de asemenea, turistul izolat, care călătorește de unul singur și turistul individual care interprinde călătoria cu membrii familiei sau un grup restrâns de prieteni.
- Turismul în grup se caracterizează prin neimplicarea turiștilor în planificare și organizare, turiștii beneficiază de tarife mai reduse prin facilități de ordin social, antrenează categorii diverse ale populației.

Gradul de organizare - activitățile turistice pot fi continue, sezoniere sau de circumstanță.
- Turismul continuu este definit prin luarea în considerare a particularităților de funcționare a infrastructurii și nu opțiunile practicanților (prezența unor baze turistice utilizate în tot timpul anului din marile orașe, din nodurile principale de transport sau de-a lungul unor importante artere de circulație.
- Turismul sezonier este specific latitudinilor mijlocii, cu două sezoane optime deplasărilor și recreerii. Desfășurându-se cu predominanță în aer liber, este dependent de mediul climatic ale cărui însușiri le valorifică. Se distinge turismul estival de litoral și montan și turismul hivernal preponderent montan.

Mijlocele de transport utilizate - există turismul terestru, rutier, feroviar, aerian și naval.
Vârsta turiștilor -   se evidențiază un turism practicat de elevi și studenți cu caracter recreativ, cultural de către persoanele mature și turismul vârstei a treia, preponderent creativ.

## Turismul în România
Turismul în România se bazează pe un potențial turistic important. Începând cu varietatea formelor de relief ( izvoare de apă minerală și termală, lacuri folosite pentru agrement, natație și pescuit sportiv, un valoros fond cinegetic concentrat în păduri bogate de foioase și conifere, peisaje diverse de la cel al crestelor montane ce depășesc 2.000 m la cele de câmpie întinsă și mănoasă, litoral cu plaje îmbietoare și valuri răcoroase și zone protejate ca cele din Delta Dunării) și continuând cu istoria interesantă a poporului român ce se reflectă în numeroase mărturii materiale și spirituale ( muzee, monumente, biserici, mânăstiri, cetăți antice și medievale, portul popular, țesături, ceramică, etc.) elementele patrimoniale românești atrag atenția a numeroși vizitatori din toate colțurile lumii.